# Saliuncella marshalli
Saliuncella marshalli is een vlinder uit de familie bloeddrupjes (Zygaenidae). De wetenschappelijke naam van deze soort is voor het eerst geldig gepubliceerd in 1907 door Jordan.
De soort komt voor in tropisch Afrika.